# Saint-Ignace-de-Loyola
Saint-Ignace-de-Loyola est une municipalité du Québec (Canada), située dans la MRC de D'Autray, dans la région administrative de Lanaudière.

## Toponymie
Elle est nommée en l'honneur du fondateur des jésuites, Ignace de Loyola.
Le nom aurait été attribué à l'île par le gouverneur de la Nouvelle-France, Charles Jacques Huault de Montmagny, lors d'un voyage de reconnaissance effectué en 1637 en compagnie du Père Paul Le Jeune. Il aurait voulu ainsi rendre hommage à ce dernier, alors Supérieur des Jésuites de Québec.

## Histoire
Il n'existe aucun vestige permettant de croire que l'île ait été habitée de façon permanente par les Autochtones. Sa situation géographique laisse toutefois supposer qu'elle servit de refuge aux voyageurs parcourant le fleuve et qu'elle fut probablement le site de combats opposant les Algonquins aux Iroquois qui devaient emprunter la rivière Richelieu pour joindre le Saint-Laurent.
Bien que décrites par Jacques Cartier en 1535 ainsi que par Samuel de Champlain en 1609, il faudra attendre en 1637 avant que le gouverneur de l'époque, Monsieur Charles Jacques Huault de Montmagny, ne lui donne le nom d'Île Saint-Ignace. l'île restera toutefois inhabitée jusqu'à la fin du siècle.
En 1672, une partie de l'île est octroyée par le roi de France Louis XIV à Pierre de Saurel, officier du régiment de Carignan-Salières, en reconnaissance pour ses nombreux exploits militaires au sein du régiment. L'île est tout d'abord utilisée comme pâturage pour les animaux et ce n'est qu'en 1699 que les premiers habitants s'y installeront.
Liste des premiers habitants selon le recensement de 1724.
Louis Fafart, Joseph Fafart, Louis Dutremble, Jean-Baptiste Désorcy, Veuve Michel Désorcy, Gabriel Lespine, Joseph-Marie Denis, François Lespine, Joseph Désorcy, Nicodème Turcot, Gabriel Désorcy, Jean Champagne, Gabriel Antaya-Pelletier, Jean Plante, Pierre Fauteux, Jean Baptiste de Sallières, François Plante, Le Sieur Douville, Veuve Laroche, André Duclos, Léonard Dufaulx, Nicolas Lamy.
À cette époque, et ce jusqu'au 9 août 1895, la paroisse de l'île Saint-Ignace sera intégrée à celle de l'Île-du-Pas, érigée sur l'île située juste au nord de Saint-Ignace et qui possède sa propre église depuis 1704.

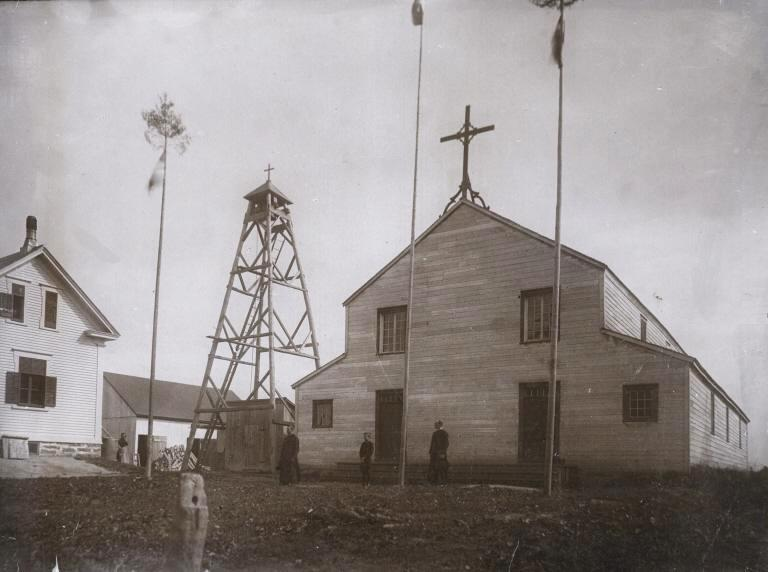
Chapelle en bois.

Le 9 août 1895, Édouard-Charles Fabre archevêque de Montréal, donne l'aval à une requête des habitants de l'île afin qu'ils puissent dorénavant constituer une paroisse autonome. L'Abbé Onésime Lachapelle est nommé curé de la nouvelle paroisse de Saint-Ignace-de-Loyola et une première chapelle en bois est érigée sur l'île. On y dénombre à cette époque, 844 résidents.
Le gouvernement du Québec reconnait officiellement Saint-Ignace-de-Loyola comme nouvelle entité municipale le 11 février 1897. On décrète le 31 juillet comme fête officielle de la municipalité et M. Didace Guévremont est élu comme premier maire.

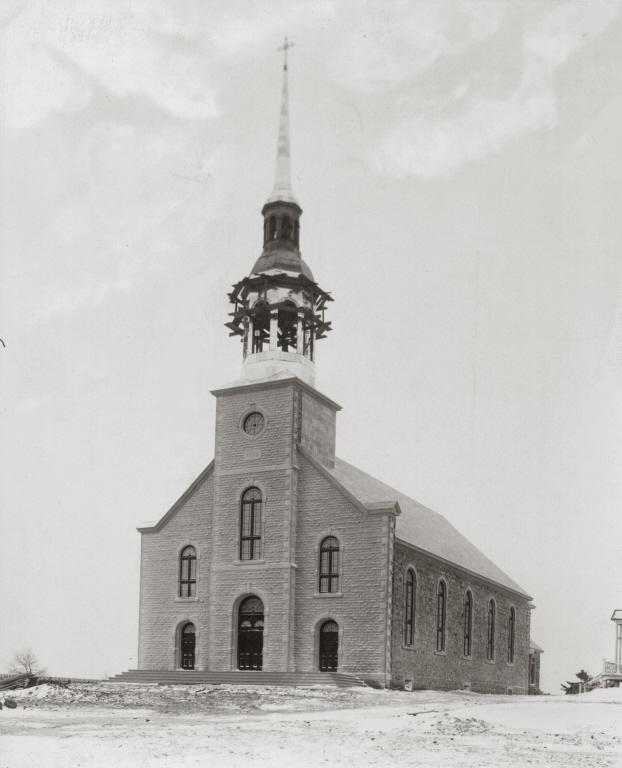
Église en pierre de taille.
Le clocher est en construction

Le 10 juillet 1900, Mrg Paul Bruchési bénit la toute nouvelle église en pierre de taille qui remplacera la chapelle de bois utilisée jusque-là. Celle-ci, située sur le rang Saint-Isidore sera au centre de la communauté jusqu'au 16 septembre 1956, jour où elle sera complètement détruite à la suite d'un effroyable incendie. L'église actuelle, érigée sur le chemin de la traverse et d'une architecture plus contemporaine fut inaugurée en 1959.
C'est en 1931 que le maire de l'époque, M. Pierre-Philias Saint-Martin, à la suite d'un entretien avec les représentants de la compagnie Shawinigan Waters and Powers, obtient de ces derniers l'assurance de la construction d'une ligne de transport qui fournira l'électricité aux habitants de l'île. Dès 1935, les résidents de Saint-Ignace seront reliés au réseau de la Shawinigan Waters and Powers et pourront enfin bénéficier de l'électricité.[réf. nécessaire]
En 1939 s'achève la construction des trois ponts qui serviront à relier l'île à la ville de Berthierville sur la rive nord du fleuve. Jusque-là, les transports devaient s'effectuer par bateau en été et via les ponts de glace en hiver. Par la même occasion, le traversier fluvial reliant la ville de Sorel à celle de Berthierville achèvera dorénavant sa traversée au quai de Saint-Ignace.
En 1947, l'entreprise L.H. Plante et Fils, une entreprise de fabrication de palette de bois voit le jour. Située sur le rang Saint-Isidore, L.H.Plante et fils est, encore aujourd'hui avec sa quarantaine d'employés, le principal employeur de l'île.[réf. nécessaire]
En 1995, la Municipalité organise les fêtes de son premier centenaire.

### Les Jésuites
À la fin des années vingt, la congrégation des Jésuites de Montréal constate, vu l'affluence de nouvelles recrues, que l'emplacement de Montréal ne convient plus pour les vacances de ses jeunes novices. Le Père Hardy propose donc aux supérieurs de sa communauté, un immense terrain, en bordure du Saint-Laurent et beaucoup plus approprié aux sports et loisirs estivaux. Il s'agit de la pointe ouest de l'île Saint-Ignace, magnifique terrain situé juste en face de la résidence d'été de ses parents.
À l'été 1930, le père Procureur des Jésuites de Montréal visite les lieux et achète la pointe de l'île. Au cours de l'hiver qui suit, les plans sont élaborés, les matériaux achetés et entassés dans des barques qui serviront à acheminer le tout sur l'île au printemps 1931 (les ponts reliant Saint-Ignace à la Rive-Nord ne seront achevés qu'en 1939).
Dès le dégel, on construit la Villa principale, les bâtiments secondaires, les toilettes ainsi qu'une glacière. À l'été 1931, quelques mois à peine après le début de la construction, la villa est déjà prête à recevoir les premiers novices et juvénistes pour les vacances d'été.
L'emplacement servira de lieu de villégiature estivale pour les jeunes de la congrégation jusqu'au milieu des années soixante puis sera peu à peu abandonné, faute de participants, les jeunes novices et futurs religieux se faisant de plus en plus rares. Le terrain sera revendu par la congrégation et les bâtisses finalement démontées en 1973.
On laisse parfois entendre que les Jésuites auraient choisi cet emplacement en raison des saints martyrs et missionnaires jésuites Gabriel Lalemant et Jean de Brébeuf qui furent torturés et tués par les Iroquois à Saint-Ignace en 1649. Il s'agit en fait de la mission Saint-Ignace établie au XVIIe siècle dans le village huron de Taenhatentaron, village situé aux abords de la baie Georgienne près de la ville actuelle de Midland à 150 km au nord de Toronto. Il n'y a en fait aucun lien entre les martyrs jésuites et la municipalité de Saint-Ignace-de-Loyola.

### Les Hells Angels
En juin 1985, la municipalité de Saint-Ignace-de-Loyola se retrouve, bien malgré elle, au cœur de l'actualité à la suite de la découverte du corps de Jean Guy « Brutus » Geoffrion flottant à la surface de l'eau près du quai de la traverse. Cinq corps seront finalement repêchés des eaux.
Les victimes, Laurent «L'Anglais» Viau, Guy-Louis «Chop» Adam, Jean-Guy «Brutus» Geoffrion, Michel «Willie» Mayrand et Jean-Pierre «Matt le Crosseur» Mathieu, tous membres du chapitre North des Hell's Angels avaient été assassinés le 24 mars précédent au repaire de Lennoxville. Les corps, déposés dans des sacs de couchage et lestés de blocs de ciment avaient été transportés à Saint-Ignace avant d'être jetés à l'eau au bout du quai.
Le trois décembre 1985, Réjean «Zig-Zag» Lessard, Luc «Sam» Michaud, Jacques «La Pelle» Pelletier et Robert «Tiny» Richard sont jugés coupable des cinq meurtres et condamnés à la prison à perpétuité.

## Géographie
Établie sur la plus importante des quelque 103 îles composant l'archipel du lac Saint-Pierre, la municipalité fait face à la ville de Sorel-Tracy qui occupe la rive sud du fleuve Saint-Laurent à l'embouchure de la rivière Richelieu.
Elle est reliée à l'autoroute 40 et la route 138 par la route 158 dont elle est à l'extrémité Est.

## Démographie
| 1991  | 1996  | 2001  | 2006  | 2011  | 2016  | 2021  |
| ----- | ----- | ----- | ----- | ----- | ----- | ----- |
| 1 827 | 1 883 | 1 880 | 1 925 | 2 086 | 2 049 | 2 048 |

## Éducation
(février 2012).
La Commission scolaire des Samares gère des écoles francophones :
- École de l'Île Saint-Ignace

Les premières écoles apparaissent sur l'île au milieu du XIXe siècle. Les dates exactes restent inconnues, toutefois nous savons que lors de la fondation de la municipalité, en 1895, l'île comptait deux maisons d'école fréquentées déjà par 203 élèves. Au tournant du siècle, cinq ans plus tard, Saint-Ignace-de-Loyola comptait trois écoles, l'école de l'Île Madame, l'école de l'Île Saint-Ignace et l'école La Vérendrye.
Les premiers professeurs recensés sur l'île arrivent aux environs de 1847. Miss Allen et M. Honoré Fortin viennent y transmettre leurs connaissances pour un salaire de 200 $ par année pour Monsieur et de 180 $ pour Madame.
Le 30 mars 1911, les contribuables et les commissaires de la municipalité approuvent la construction de deux nouvelles écoles. La première sera érigée sur le rang Saint-Joseph et la deuxième au milieu du rang Saint-Michel. Coût total du projet, 4 850 $, terrains inclus.
En 1915, la municipalité comptait quatre écoles réparties aux quatre coins de l'île. Ces quatre mêmes écoles resteront actives jusqu'à la fin des années 60. La première école, dite de l'île Madame, se situait au coin des rangs Sainte-Marie et Saint-Pierre, la seconde, l'école de La Vérendrye, se trouvait au coin des rangs Saint-Isidore et Saint-Luc, la troisième sur le rang Saint-Michel à environ 800 mètres du chemin de la traverse et la dernière finalement, desservait les enfants du rang Saint-Joseph.
Il faut noter qu'à cette époque l'école ne comprenait souvent qu'une seule classe où s'entassaient les enfants de la première à la septième année. Le local, chauffé à l'aide d'un simple poêle à bois qu'on devait allumer le matin une heure avant le début des classes, ne disposait pas de l'eau courante et il fallait prévoir, chaque matin, une provision d'eau potable qu'on allait chercher à l'aide de sceaux chez les voisins.
En 1952, l'école du rang Saint-Joseph est abandonnée et remplacée par une école plus spacieuse et plus moderne bâtie sur la nouvelle rue de l'École à peu de distance de l'ancien emplacement. Cette école est la seule encore opérationnelle de nos jours.
En 1964, le nouveau ministère de l'Éducation remplace le département de l'instruction publique. On assiste alors à la modernisation et à l'amélioration des plus vieilles écoles. Ces améliorations seront toutefois éphémères puisqu'en juin 1969, les écoles de La Vérendrye, de l'île Madame ainsi que celle du rang Saint Michel seront définitivement fermées.

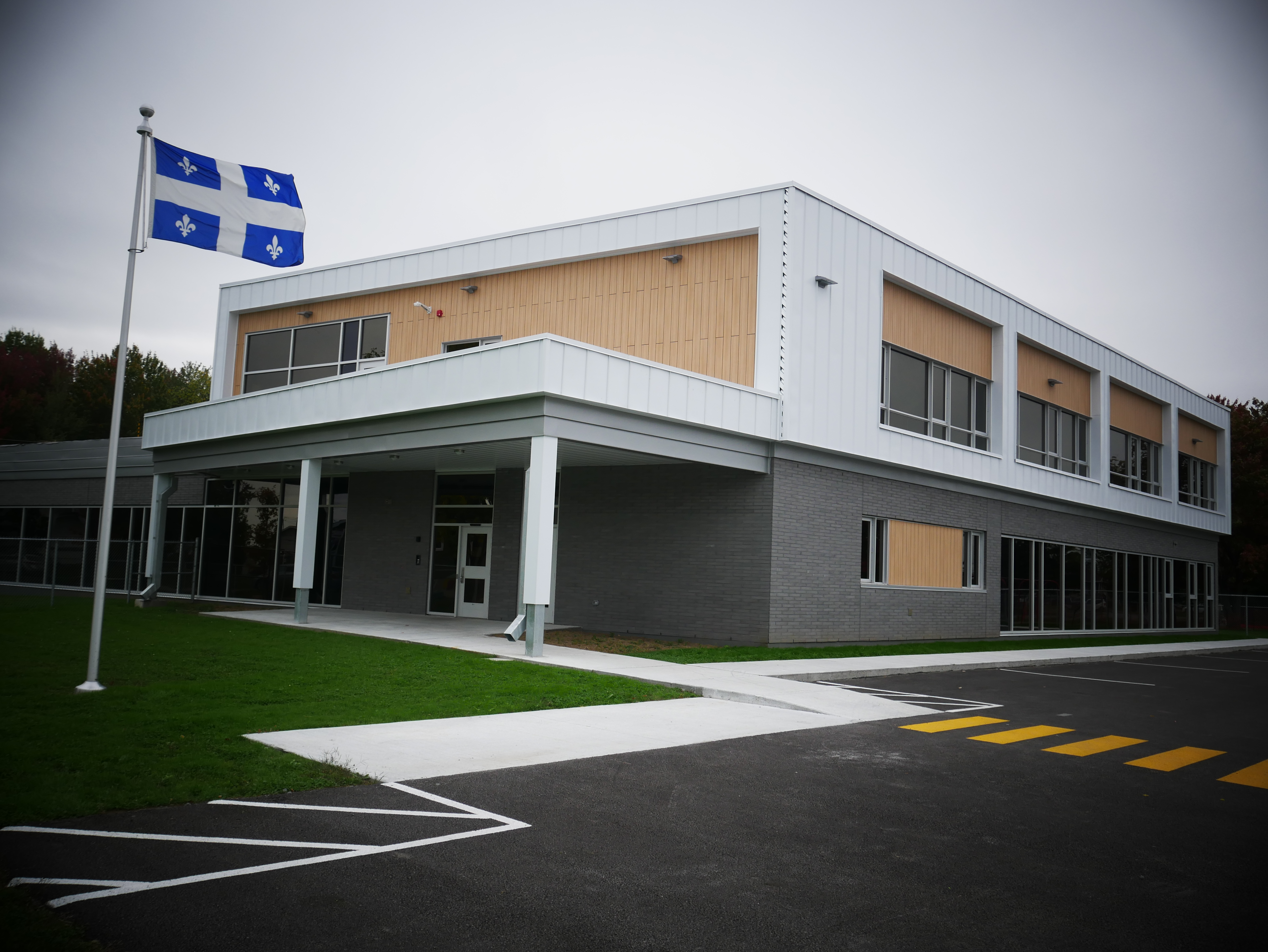
École île Saint-Ignace

Dès l'automne 1969, la municipalité se joint à la commission scolaire Berthier d'Autray et tous les enfants de l'île vont se diriger vers la seule école encore ouverte, celle du Rang Saint-Joseph. On n'y accueillera cependant que les élèves de la première à la quatrième année. Faute de place, les élèves de 5e, 6e et 7e année poursuivront leurs études à l'école Saint-Joseph de Berthierville.
En 1990, à la suite d'un sondage effectué auprès des parents, l'école est rebaptisée de son nom actuel: L'École Saint-Ignace.
En 2011, l'école Saint-Ignace accueille 56 étudiants répartis en trois classes à degrés multiples. (1re et 2e année 12 élèves, 2e et 3e année 22 élèves, 3e et 4e année 22 élèves.)
La Commission scolaire Sir Wilfrid Laurier gère des écoles anglophones :
- École primaire Joliette à Saint-Charles-Borromée[21]
- École secondaire Joliette à Joliette[22]

## La traverse Sorel-Tracy–Saint-Ignace-de-Loyola
Une navette fluviale relie la Rive-Nord du fleuve Saint-Laurent à la Rive-Sud, depuis Saint-Ignace-de-Loyola jusqu'à la ville de Sorel-Tracy, chaque demi-heure. La traversée, d'une longueur de 1,6 km s'effectue en dix minutes. Deux traversiers assurent le service, soit le N.M. Lucien-L. et le N.M. Catherine-Legardeur.
Nommé en l'honneur de M. Lucien Lachapelle homme d'affaires et ancien propriétaire de la traverse avant sa prise en charge par la Société des Traversiers du Québec, le N.M. Lucien-L. fut construit en 1967. Il est long de 67,37 mètres et large de 18,30. Il peut transporter à son bord jusqu'à 351 passagers et 55 véhicules.
Quant au N.M. Catherine Legaudeur, nommé en l'honneur de Catherine le Gardeur de Tilly, épouse de Pierre de Saurel, premier seigneur de Sorel, il a été construit en 1985. Il est long de 62,71 mètres et large de 21,9. Il peut transporter à son bord jusqu'à 399 passagers et 53 véhicules.

## Attraits touristiques
Une piste cyclable d'une longueur de 80 kilomètres (piste cyclable des îles de Berthier) parcourt les villages de la région sillonnant Saint-Ignace-de-Loyola, La Visitation-de-L'Île-Dupas, Berthierville, Maskinongé, Saint-Cuthbert et Saint-Barthélémy.
Le lac Saint-Pierre et son archipel, dont fait partie l'île Saint-Ignace, ont été déclarés réserve mondiale de la biosphère par l'UNESCO. Située sur le rang Saint-Pierre à Saint-Ignace-de-Loyola, une pourvoirie permet de découvrir et d'admirer ces paysages uniques et enchanteurs.
Il ne faudrait pas non plus oublier les bateaux passeurs N.M.Catherine-Legardeur et N.M.Lucien-L qui assurent la traversée jusqu'à Sorel-Tracy sur la rive sud du Saint-Laurent.

## Liste des maires
Les élections municipales se font en bloc et suivant un découpage de six districts.
| Saint-Ignace-de-Loyola Maires depuis 2003                                                                            |                 |         |          |
| Élection | Maire           | Qualité | Résultat |
| 2003 | Serge Giroux    |         | Voir     |
| 2005 | Serge Giroux    | Voir    |          |
| 2009 | Jean-Luc Barthe |         | Voir     |
| 2013 | Jean-Luc Barthe | Voir    |          |
| 2017 | Jean-Luc Barthe | Voir    |          |
| 2021 | Jean-Luc Barthe | Voir    |          |
| Élection partielle en italique Depuis 2005, les élections sont simultanées dans toutes les municipalités québécoises |                 |         |          |

## Liste des curés
| Curé                            | Date      |  | Curé                      | Date      |
| ------------------------------- | --------- |  | ------------------------- | --------- |
| Abbé Onésime Lachapelle         | 1895–1906 |  | Abbé Pierre-Damien Robert | 1970–1981 |
| Abbé Placide Desrosiers         | 1906–1921 |  | Abbé Émilien Houde        | 1981–1988 |
| Abbé Zénon Lippé                | 1921–1930 |  | Abbé Gilles Sylvestre     | 1988–1994 |
| Abbé J.-Octave Fréchette        | 1930–1933 |  | Père René Pageau          | 1994–1999 |
| Abbé Mathias Piette             | 1933–1940 |  | Père Jean-Claude Fiset    | 1999–2000 |
| Abbé Damien Ricard              | 1940–1952 |  | Père Gabriel Nyembwé      | 2000–2005 |
| Abbé Albert Bélanger            | 1952–1960 |  | Père Gérald Belcour       | 2005–2006 |
| Abbé Azellus Poirier            | 1960–1967 |  | Abbé Claude Sauvageau     | 2006–2009 |
| Abbé Léo Gamache                | 1967–1969 |  | Père Jean-Marc Pépin      | 2009–2011 |
| Abbé Charles-Édouard Guilbeault | 1969–1970 |  | Père Roger Breault        | 2011–     |